# Peter van Capua

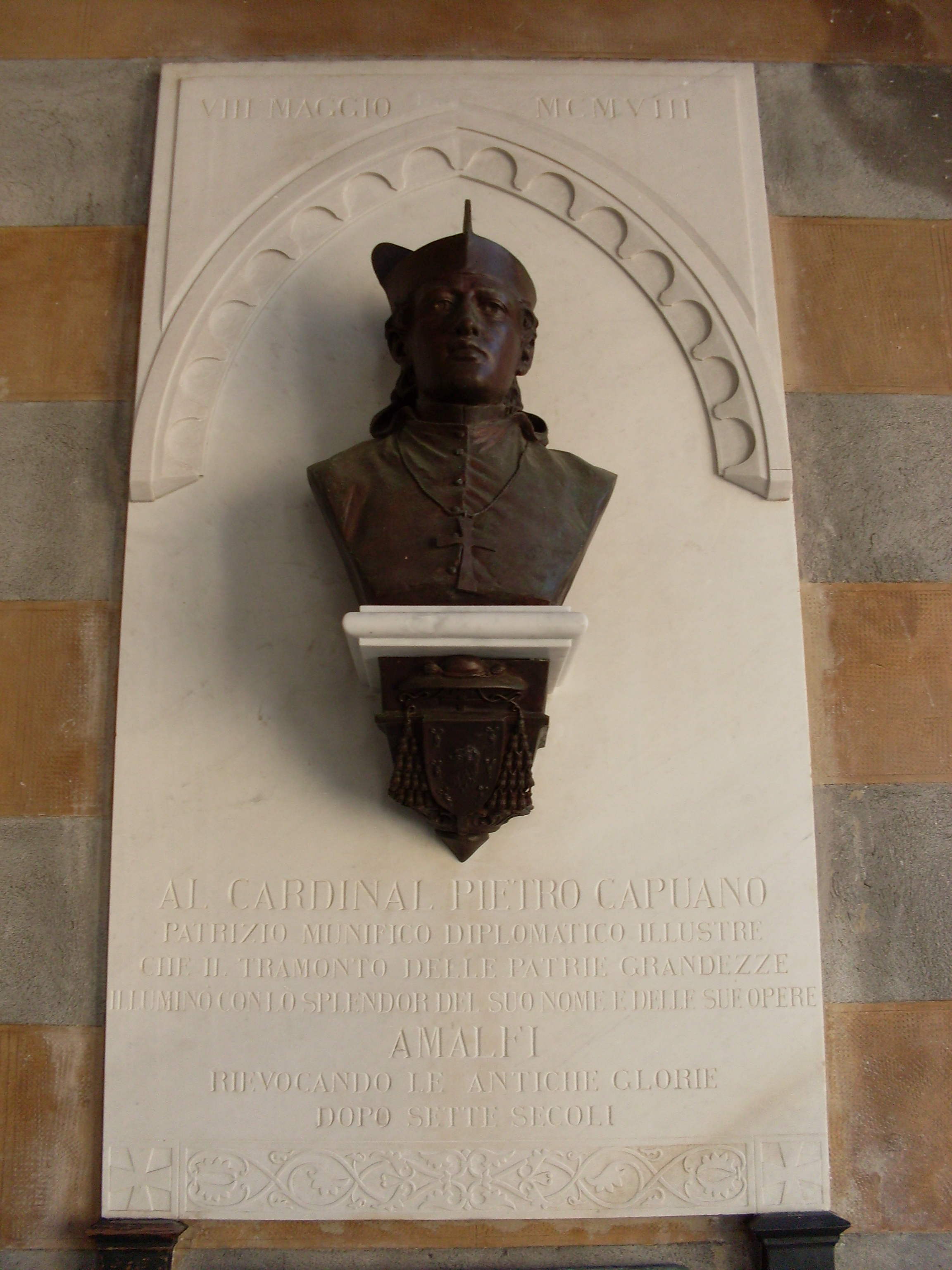
Een buste van Peter van Capua in Amalfi

Peter van Capua (gestorven: Viterbo, 30 augustus 1214) was een Italiaanse theoloog, scholastisch filosoof en kardinaal.

## Biografie
Peter van Capua was afkomstig uit een Amalfitaanse familie en studeerde aan de Universiteit van Parijs. Hier studeerde hij theologie samen met onder andere Stephen Langton. Hij werd vervolgens door paus Innocentius III als legaat aangesteld en maakte in 1197 reizen naar Polen en Bohemen. Vervolgens diende hij als legaat in Frankrijk waar hij trachtte te bemiddelen in het conflict tussen Filips II van Frankrijk en Richard I van Engeland.
Daarna nam Peter van Capua deel aan de Vierde Kruistocht. In Constantinopel wist hij de hand te leggen op een aantal relieken, waaronder het waarschijnlijke lichaam van de Heilige Andreas dat hij meenam naar Amalfi.

## Werken
- Alphabetum in artem sermocinandi
- Summa

- Bibliothèque nationale de France: cb12149261c (data)
- Gemeinsame Normdatei: 118842749
- International Standard Name Identifier: 0000 0000 7820 0898
- Library of Congress Control Number: n93046427
- Nationale Bibliotheek van Israël: 987007259290905171
- Système universitaire de documentation: 029982294
- Virtual International Authority File: 89112078
- WorldCat: E39PBJt3Y87rVkfKGFbXvqgtKd